# LTR (langage)
 (janvier 2016).
Si vous disposez d'ouvrages ou d'articles de référence ou si vous connaissez des sites web de qualité traitant du thème abordé ici, merci de compléter l'article en donnant les références utiles à sa vérifiabilité et en les liant à la section « Notes et références ».
LTR (ou Langage Temps Réel)  est un langage de programmation développé en France au sein de la société Thomson-CSF. Il permet de programmer des séquences propres à être exécutées par un moniteur temps réel préemptif (Chronos),.